# Great American Songbook

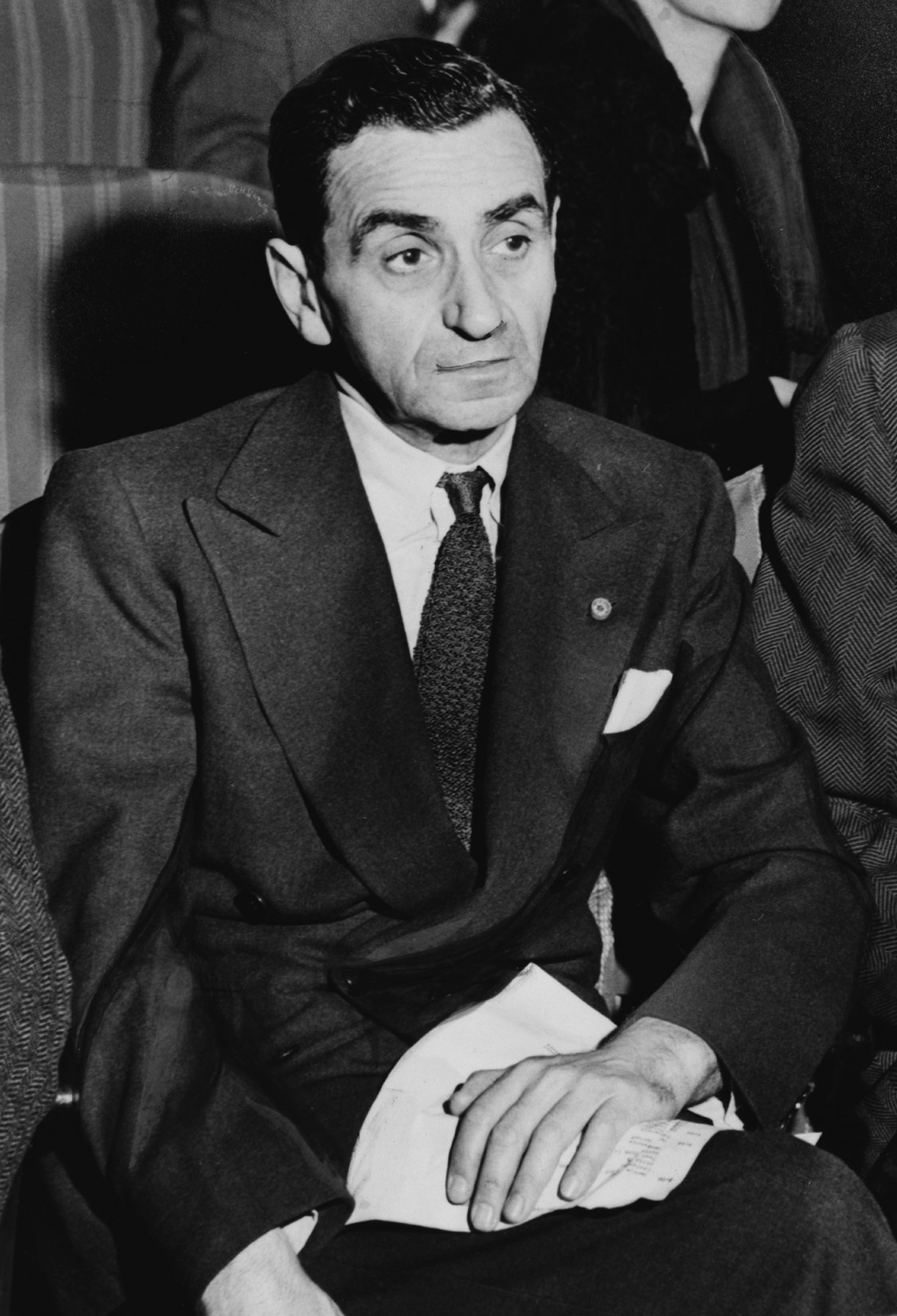
Irving Berlin, l'un des plus prolifiques auteurs-compositeurs du Great American Songbook.

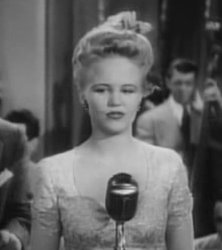
Peggy Lee.

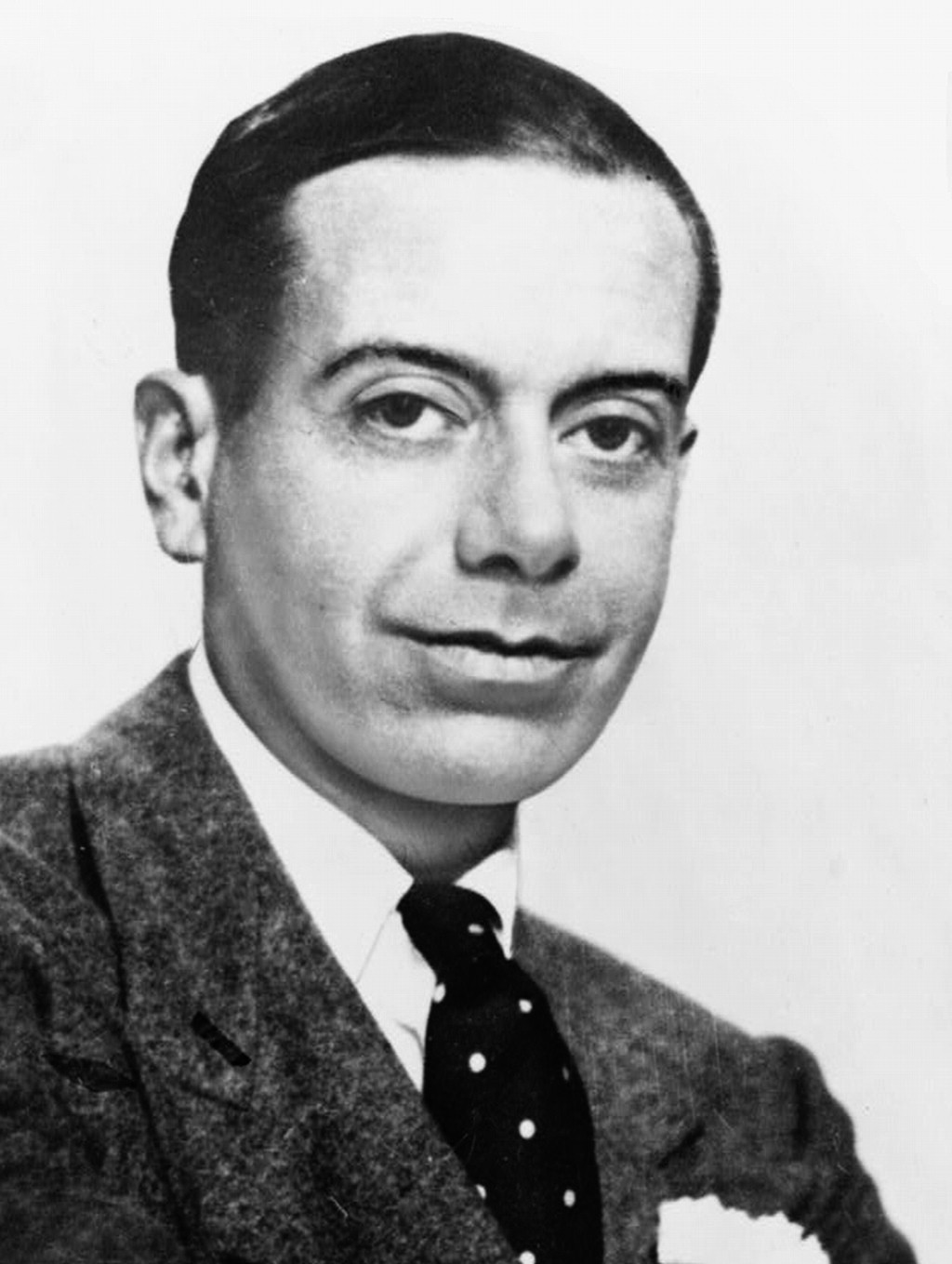
Cole Porter.

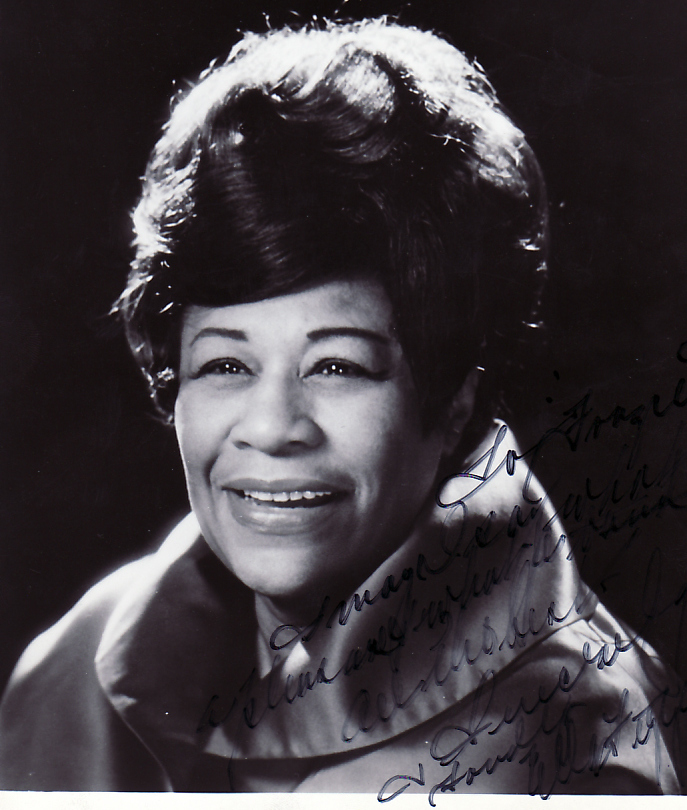
Ella Fitzgerald.

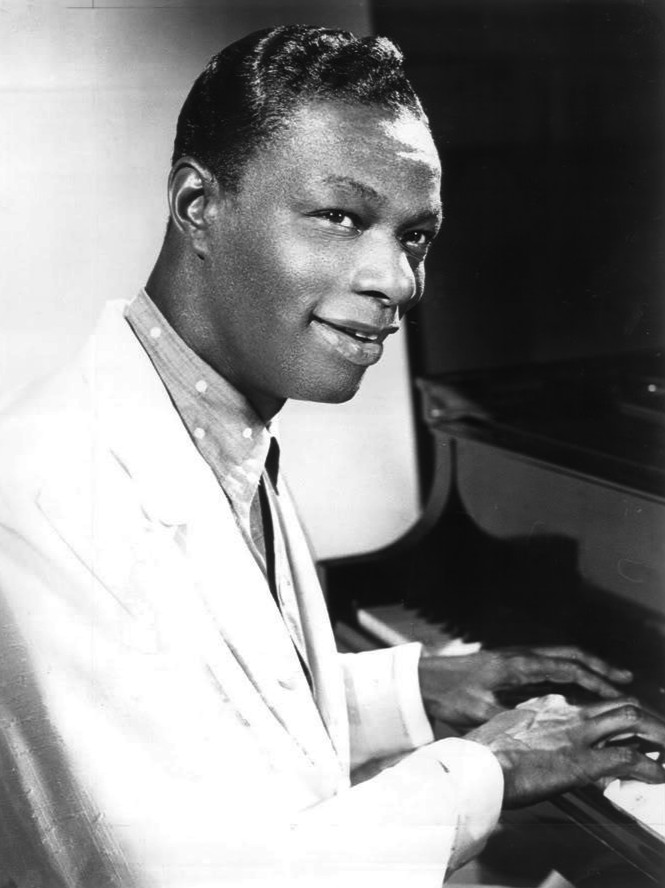
Nat King Cole.

Le Great American Songbook, ou, en français, le Grand répertoire américain de la chanson, désigne communément la musique populaire américaine des années 1920 aux années 1960, avant l'arrivée et le succès du rock 'n' roll. L'expression englobe la musique des comédies musicales de Broadway, des films hollywoodiens et de l'industrie musicale américaine appelée Tin Pan Alley. Cette musique, que l'on peut assimiler au swing et aux big bands, est souvent qualifiée à la fois de pop traditionnelle et de jazz vocal, et il est difficile de dire exactement auquel de ces deux courants, par la suite très éloignés l'un de l'autre, il convient de la rattacher.
De nombreuses chansons de cette époque sont devenues de grands standards de jazz, toujours régulièrement repris. De la même manière que l'expression « grande musique » peut être employée pour qualifier la musique classique, considérée comme une forme esthétique supérieure, l'expression Great American Songbook suggérait un niveau de composition musicale inégalé qui en faisait alors la référence absolue, par opposition aux autres courants naissants, dont le rock 'n' roll.
Même si l'on considère souvent que le Great American Songbook est mort avec l'avènement du rock 'n' roll, certains compositeurs américains post-rock 'n' roll comme Henry Mancini, Burt Bacharach ou même non-américains, comme Leslie Bricusse, Anthony Newley, Michel Legrand ou Antônio Carlos Jobim, sont souvent considérés comme faisant partie intégrante du Grand répertoire américain de la chanson.

## Quelques grands titres
Parmi les succès du Great American Songbook, on peut citer notamment ,:
- All of Me
- All the Things You Are
- Anything Goes
- April in Paris
- As Time Goes By
- Begin the Beguine
- But Not for Me
- C'est magnifique
- Cheek to Cheek
- Come Rain or Come Shine
- Days of Wine and Roses
- The Girl from Ipanema
- I Could Have Danced All Night
- I Left My Heart in San Francisco
- I Love Paris
- I've Got You Under My Skin
- Just One of Those Things
- The Lady Is a Tramp
- Night and Day
- On the Street Where You Live
- Over the Rainbow
- Pennies from Heaven
- People
- Rockin' Chair
- Shall We Dance?
- Smile
- Stella by Starlight
- Summertime
- Tea for Two
- They Can't Take That Away From Me
- Tonight
- Too Marvelous for Words
- The Very Thought of You
- The Way You Look Tonight
- What Is This Thing Called Love?
- When You Wish upon a Star
- White Christmas
- What Kind of Fool Am I ?
- Who Can I Turn To?
- You Do Something to Me
- You'll Never Walk Alone

## Quelques grands noms
Auteurs et compositeurs

Harold Arlen
- Burt Bacharach
- Irving Berlin
- Alan Bergman
- Marilyn Bergman
- Jerry Bock
- Leslie Bricusse
- Hoagy Carmichael
- Cy Coleman
- Betty Comden
- Vernon Duke
- Duke Ellington
- Sammy Fain
- George Gershwin
- Ira Gershwin
- Ray Gilbert
- Norman Gimbel
- Adolph Green
- Marvin Hamlisch
- Johnny Green - Oscar Hammerstein II
- Antônio Carlos Jobim
- Bert Kaempfert
- Jerome Kern
- Gene Lees
- Michel Legrand
- Alan Jay Lerner
- Jay Livingston
- Frank Loesser
- Frederick Loewe
- Henry Mancini
- Johnny Mandel
- Johnny Mercer
- Jimmy McHugh
- Anthony Newley
- Cole Porter
- Richard Rodgers
- Arthur Schwartz
- Stephen Sondheim
- Jule Styne
- Jimmy Van Heusen
- Harry Warren
- Kurt Weill
- Alec Wilder
- Victor Young
Chanteurs traditionnels (jazz vocal, pop traditionnelle et easy listening)

Julie Andrews
- Louis Armstrong
- Fred Astaire
- Pearl Bailey
- Tony Bennett
- Betty Carter
- Carol Channing
- June Christy
- Buddy Clark
- Rosemary Clooney
- Nat King Cole
- Perry Como
- Bing Crosby
- Bobby Darin
- Sammy Davis Jr.
- Vic Damone
- Doris Day
- Blossom Dearie
- Billy Eckstine
- Ella Fitzgerald
- Judy Garland
- Robert Goulet
- Connie Haines
- Johnny Hartman
- Dick Haymes
- Billie Holiday
- Shirley Horn
- Lena Horne
- Jack Jones
- Gene Kelly
- Cleo Laine
- Peggy Lee
- Abbey Lincoln
- Julie London
- Dean Martin
- Johnny Mathis
- Carmen McRae
- Helen Merrill
- Anita O'Day
- Patti Page
- Mickey Rooney
- Jimmy Scott
- Dinah Shore
- Frank Sinatra
- Nina Simone
- Keely Smith
- Jo Stafford
- Mel Tormé
- Rudy Vallee
- Sarah Vaughan
- Dinah Washington
- Ethel Waters
- Margaret Whiting
- Andy Williams
- Joe Williams
- Nancy Wilson
Chanteurs contemporains (jazz contemporain, pop-rock et variétés)

Paul Anka
- Shirley Bassey
- Pat Benatar
- Michael Bublé
- Ray Charles
- Peter Cincotti
- Petula Clark
- Jamie Cullum
- Natalie Cole
- Harry Connick Jr.
- Kurt Elling
- Michael Feinstein
- Bryan Ferry
- Phyllis Hyman
- Diana Krall
- Queen Latifah
- Barry Manilow
- George Michael
- Bette Midler
- Liza Minnelli
- Joni Mitchell
- Morrissey
- Willie Nelson
- Wayne Newton
- Harry Nilsson
- John Pizzarelli
- Lou Rawls
- Linda Ronstadt
- Carly Simon
- Rod Stewart
- Sting
- Barbra Streisand
- Caetano Veloso
- Rufus Wainwright
- Robbie Williams
- Vanessa Williams
Instrumentistes (jazz et easy listening)

Chet Baker
- Acker Bilk
- Ray Bryant
- Dave Brubeck
- Benny Carter
- Sonny Clark
- Freddy Cole
- John Coltrane
- Miles Davis
- Paul Desmond
- Tommy Dorsey
- Bill Evans
- Red Garland
- Erroll Garner
- Stan Getz
- Benny Goodman
- Stéphane Grapelli
- Barry Harris
- Al Hirt
- Harry James
- Keith Jarrett
- Hank Jones
- Herbie Hancock
- Wynton Kelly
- Stan Kenton
- Liberace
- Marian McPartland
- Glenn Miller
- Wes Montgomery
- Oscar Peterson
- Bud Powell
- André Previn
- Artie Shaw
- George Shearing
- Art Tatum
- Billy Taylor
- Cedar Walton
- Roger Williams
- Lester Young